# فرودگاه شهری گرو هیل
فرودگاه شهری گرو هیل (به انگلیسی: Grove Hill Municipal Airport) یک فرودگاه همگانی بهره‌برداری هوایی است که یک باند فرود آسفالت دارد و طول باند آن ۸۲۴ متر است. این فرودگاه در کشور ایالات متحده آمریکا قرار دارد و در ارتفاع ۱۴۶ متری از سطح دریا واقع شده است.